# Понинский район
Понинский район — административно-территориальная единица в составе Удмуртской АССР, существовавшая в 1935—1956 годах. Административный центр — село Понино.

## Население
По данным переписи населения 1939 года в Понинском районе проживало 15 885 чел., в том числе удмурты — 89,1 % и русские — 10,2 %.

## История
Понинский район был образован 23 января 1935 года из части территории Глазовского района. В состав района первоначально вошли 8 сельсоветов: Адамский, Верхнебогатыревский, Дондыкарский, Дурнопиевский, Коршевихинский, Понинский, Почашевский и Слудский.
Вскоре Слудский с/с был переименован в Верхнеслудский. 17 января 1940 года Дурнопиевский с/с был переименован в Бадзымшурский.
17 февраля 1948 года из Карсовайского района в Понинский был передан Зотовский с/с.
16 июня 1954 года Почашевский и Зотовский с/с были объединены в Золотарёвский с/с, Коршевихинский с/с был присоединён в Понинскому, а Верхнеслудский — к Верхнебогатырёвскому.
27 ноября 1956 года Понинский район был упразднён, а его территория передана в Глазовский район.